# 慈母互敬蟹
慈母互敬蟹（學名：Hyastenus pleione）为互敬蟹属的一個海洋螃蟹動物物種。舊屬蜘蛛蟹科，今屬蜘蛛蟹總科臥蜘蛛蟹科（Epialtidae）。

## 分佈
本物種分佈於墨吉群岛、斯里兰卡以及中国大陆的广东、福建、青岛胶州湾等地。生活环境为海水，一般生活于浅海泥底或石花菜丛中。

## 外部連結
- 維基物種上的相關：慈母互敬蟹